# Räterichsbodensee
Il Räterichsbodensee è un lago artificiale situato nel comune di Guttannen, nel Canton Berna, in Svizzera.

La diga di Räterichsboden dalla quale il lago è stato generato è stata ultimata nel 1950.

Nella stessa zona si trovano anche l'Oberaarsee, il Grimselsee e il Gelmersee, anch'essi artificiali, creato dalle omonime dighe.
Le dighe situate nella zona del passo del Grimsel sono:
- Diga di Seeuferegg, inaugurata nel 1932, alta 42 m, crea il Grimselsee
- Diga di Spitallamm, inaugurata nel 1932, alta 114 m, crea il Grimselsee
- Diga di Räterichsboden, inaugurata nel 1950, alta 94 m, crea il Räterichsbodensee
- Diga di Oberaar, inaugurata nel 1953, alta 100 m, crea l'Oberaarsee
- Diga del Totensee, inaugurata nel 1950, alta 20 m, crea il Totensee, sul passo del Grimsel
- Diga di Gelmer, inaugurata nel 1929, alta 35 m, crea Gelmersee